# Lý Dật
Lý Dật (chữ Hán: 李轶, ? – 25), tự Quý Văn, người huyện Uyển, quận Nam Dương , tướng lãnh khởi nghĩa Lục Lâm cuối đời Tân, đầu đời Đông Hán.

## Cuộc đời
Họ Lý ở huyện Uyển, quận Nam Dương đời đời là đại tộc buôn bán nổi tiếng. Năm Địa Hoàng thứ 3 (22) nhà Tân, khởi nghĩa Lục Lâm nổ ra, quận Nam Dương xao động, Dật vốn quan tâm, khuyên anh họ là Lý Thông tham gia, Thông nghe theo. Gặp lúc Lưu Tú đang ở Uyển, Thông sai Dật đi đón ông ta. Sau khi Thông và Tú bàn định xong kế hoạch khởi nghĩa, Dật theo Tú trở về Thung Lăng, nhằm dấy binh hưởng ứng .
Tháng 10 ÂL, Dật cùng anh em Lưu Diễn, Lưu Tú khởi nghĩa ở Thung Lăng . Sau đó, Dật tham gia đánh bại quân đội của quận Tiền toại ở Cức Dương, giết Đại phu Chân Phụ và Chúc chánh Lương Khâu Tứ .
Canh Thủy đế lên ngôi (23), Dật được làm Ngũ uy tướng quân. Tháng 5 ÂL cùng năm, tướng nhà Tân là bọn Vương Ấp, Vương Tầm bao vây Côn Dương. Dật cùng bọn Lưu Tú, Tông Điêu 13 kỵ sĩ đột vây tìm cứu binh, sau đó trong ngoài giáp kích, đánh cho kẻ địch đại bại .
Do tranh chấp ngôi vị, anh em Lưu Diễn, Lưu Tú nảy sinh mâu thuẫn với các tướng lãnh Lục Lâm ủng hộ Canh Thủy đế, còn Dật lại nịnh bợ bọn họ; Tú đã từng cảnh báo Diễn đề phòng ông, nhưng Diễn không nghe. Khi xung đột lên đến đỉnh điểm, Dật cùng Chu Vĩ khuyên Canh Thủy đế giết Diễn, khiến Diễn bị hại .
Canh Thủy đế dời đô đến Trường An (24), phong Dật làm Vũ Âm vương . Dật được giao việc chiêu hàng các nước quận, trở nên có được quyền thế rất lớn .

## Cái chết
Sau khi Lưu Tú bình định Hà Bắc (25), Canh Thủy đế lo sợ, bèn sai Dật cùng bọn Chu Vĩ soái 30 vạn quân bảo vệ Lạc Dương; Lưu Tú cũng lấy Khấu Tuân làm Hà Nội thái thú, Phùng Dị làm Mạnh Tân tướng quân, trực tiếp đối đầu với bọn Vĩ, Dật . Dật đến Lạc Dương, phát hiện vợ con của Lưu Long – tướng của Lưu Tú - ở trong thành, bèn bắt giết họ .
Thế lực của Lưu Tú ngày càng lớn, còn chánh quyền Canh Thủy ngày càng suy sụp. Trong lúc này, Dật nhận được thư khuyên hàng của Phùng Dị, ông bị lung lạc, nhưng vẫn e dè vì năm xưa hãm hại Lưu Diễn, bèn đáp thư tỏ ý không chống đối. Vì Dật không tham chiến, tạo điều kiện cho Dị đánh chiếm mười mấy tòa thành, thu hàng hơn 10 vạn quân, giết chết Hà Nam thái thú Vũ Bột của chánh quyền Canh Thủy. Dị xác nhận Dật muốn quy thuận, bèn thông báo cho Lưu Tú; nhưng Tú lại lệnh cho Dị công bố thư của Dật, dưới danh nghĩa là thông báo tình hình với các tướng Hán, thực chất là tố cáo với Chu Vĩ. Vĩ giận, sai người giết chết Dật  .

## Khảo chứng
1. ^  Hậu Hán thư quyển 15, liệt truyện 5 – Lý Thông truyện: Lý Thông, tự Thứ Nguyên, người Uyển, Nam Dương. Đời đời là dòng họ nổi tiếng nhờ buôn bán... Khi Hạ Giang, Tân Thị binh khởi, Nam Dương tao động, tòng đệ của Thông là Dật, vốn cũng hảo sự, bèn cùng bàn bạc rằng: “Nay tứ phương nhiễu loạn, Tân thất sắp mất, Hán đang hưng lại. Nam Dương tông thất, chỉ anh em Lưu Bá Thăng phiếm ái dung chúng, có thể cùng mưu đại sự.” Thông cười nói: “Ý tôi cũng vậy!” Gặp lúc Quang Vũ tránh quan lại tại Uyển, Thông nghe được, lập tức khiển Dật đi đón Quang Vũ... Bèn sử Quang Vũ cùng Dật về Thung Lăng, cử binh để tương ứng.
2. ^  Hậu Hán thư quyển 1 thượng, Bản kỷ 1 thượng – Quang Vũ đế kỷ thượng: Tháng 10, cùng bọn Dật là tòng đệ của Thông khởi ở Uyển.
3. ^  Hậu Hán thư quyển 15, liệt truyện 5 – Lý Thông truyện: Thông với Quang Vũ, Lý Dật tương ngộ Cức Dương, rồi cùng phá Tiền toại, sát Chân Phụ, Lương Khâu Tứ.
4. ^  Hậu Hán thư quyển 1 thượng, Bản kỷ 1 thượng – Quang Vũ đế kỷ thượng: Trong đêm (Quang Vũ đế) cùng bọn Phiếu kỵ đại tướng quân Tông Điêu, Ngũ uy tướng quân Lý Dật 13 kỵ sĩ, ra cửa nam của thành, ở ngoài thu binh.
5. ^  Hậu Hán thư quyển 14, liệt truyện 4 – Tề Vũ vương Diễn truyện: Ban đầu, Lý Dật nịnh bợ quý tướng của Canh Thủy, Quang Vũ rất nghi ngờ, thường lấy đó cảnh báo Bá Thăng rằng: “Người này không thể tin nữa!” (Bá Thăng) lại không tiếp nhận... Lý Dật, Chu Vĩ nhân đó khuyên Canh Thủy bắt Bá Thăng, ngay hôm ấy hại ông.
6. ^  Hậu Hán thư quyển 15, liệt truyện 5 – Lý Thông truyện: (Thông) theo đến Trường An, canh bái làm Đại tướng quân, phong Tây Bình vương; Dật làm Vũ Âm vương...
7. ^  Hậu Hán thư quyển 21, liệt truyện 11 – Cảnh Thuần truyện: (Canh Thủy) sử Vũ Âm vương Lý Dật hàng chư quận quốc, cha Thuần là Ngải hàng, (Ngải) trở về làm Tế Nam thái thú. Khi ấy anh em Lý Dật dụng sự, chuyên chế phương diện, kẻ làm tân khách, du thuyết rất nhiều. Thuần nhiều lần cầu kiến không được, mãi mới được gặp, nhân đó nói với Dật rằng: “Đại vương có dáng long hổ, gặp thời phong vân, hăng hái bạt khởi; trong một tháng anh em xưng vương, mà đức tín thì sĩ dân không nghe thấy, công lao thì bách tính không nhìn thấy, sủng lộc chợt hưng, việc này là cấm kỵ đối với kẻ trí giả đấy. Người ta cẩn thận bước lên ngôi cao, còn lo sợ không có kết cục tốt, huống hồ đột nhiên đại vương đạt được, có thể thành công hay sao?” Dật lấy làm lạ, lại thấy ông là đại tính ở Cự Lộc, bèn thừa chế bái làm Kỵ đô úy.
8. ^  Hậu Hán thư quyển 17, liệt truyện 7 – Phùng Dị truyện: Canh Thủy khiển Vũ Âm vương Lý Dật, Lẫm Khâu vương Điền Lập, Đại tư mã Chu Vĩ, Bạch Hổ công Trần Kiều đem 30 vạn binh hiệu, với Hà Nam thái thú Vũ Bột cùng thủ Lạc Dương Quang Vũ sắp bắc tuẫn Yên, Triệu, cho rằng Ngụy Quận, Hà Nội riêng không gặp chiến sự, nên thành ấp nguyên vẹn, kho lẫm giàu có, bèn bái Khấu Tuân làm Hà Nội thái thú, Dị làm Mạnh Tân tướng quân, thống quân 2 quận lên thượng du Hoàng Hà, cùng Tuân hợp chấp, để cự bọn Chu Vĩ.
9. ^  Hậu Hán thư quyển 22, liệt truyện 12 – Lưu Long truyện: (Long) với Phùng Dị cùng cự bọn Chu Vĩ, Lý Dật; Dật bèn giết vợ, con của Long.
10. ^  Hậu Hán thư quyển 17, liệt truyện 7 – Phùng Dị truyện: Dị bèn gởi thư cho Lý Dật. Thư rằng: “Tôi nghe gương sáng là để soi mình, nhớ xưa là để biết nay. Ngày trước Vi Tử bỏ Ân mà vào Chu, Hạng Bá bạn Sở mà quy Hán. Chu Bột đón Đại vương mà truất Thiếu đế, Hoắc Quang tôn Hiếu Tuyên mà phế Xương Ấp. Họ đều sợ trời biết mệnh, thấy lẽ tồn vong, biết việc phế hưng, nên có thể thành công nhất thời, làm nên sự nghiệp muôn đời. Cứ cho là Trường An còn có thể phù trợ, trải qua năm tháng, sơ không bằng thân, xa không kịp gần, Quý Văn há có thể giữ một góc sao? Nay Trường An hoại loạn, Xích My lâm giao, vương hầu gây nạn. Đại thần bỏ đi, cương kỷ đã dứt, tứ phương chia rẽ, họ khác đều khởi, bởi thế Tiêu vương lội qua sương tuyết, sửa sang Hà Bắc. Ngày nay anh tài tụ họp, trăm họ ngợi ca, dẫu Bân, Kỳ mộ Chu [2], cũng không đủ để ví dụ. Quý Văn bằng như có thể giác ngộ thành bại, kíp định đại kế, luận công người xưa, chuyển họa làm phúc, chính là lúc này. Nếu mãnh tướng kéo đến, nghiêm binh vây thành, dẫu có hối hận, cũng không kịp rồi!” Ban đầu, Dật với Quang Vũ thủ kết mưu ước, càng thêm thân ái; đến khi Canh Thủy lập, phản bội mà cùng hãm Bá Thăng. Dẫu biết Trường An đã nguy, muốn hàng lại không tự an. Bèn báo thư của Dị rằng: “Dật vốn cùng Tiêu vương thủ mưu tạo Hán, kết ước tử sanh, chung kế vinh khô. Nay Dật thủ Lạc Dương, tướng quân trấn Mạnh Tân, đều giữ cơ trục, là cơ hội ngàn năm có một, mong được chặt vàng kết giao [3]. Xin gởi lời đến Tiêu vương, nguyện tiến ngu sách, để tá quốc an dân.” Dật từ khi thông thư, không tiếp tục cùng Dị tranh phong, nên Dị nhân đó bắc công Thiên Tỉnh quan, bạt 2 thành Thượng Đảng, rồi nam hạ Thành Cao thuộc Hà Nam về phía đông 13 huyện, đến các đồn tập, đều bình được, kẻ đầu hàng hơn 10 vạn. Vũ Bột đem vạn người đánh những kẻ đầu hàng, Dị dẫn quân vượt sông, cùng Bột chiến ở dưới thành Sĩ Hương, đại phá và chém Bột, giành được hơn 5000 thủ cấp. Dật lại đóng cửa không cứu. Dị thấy ông ta có thể tin, đem việc tâu lên. Quang Vũ cố ý làm lộ thư của Dật, để cho Chu Vĩ biết được. Vĩ giận, bèn sai người thích sát Dật.
11. ^  Tư trị thông giám quyển 39 – Hán kỷ 31: Vương báo Dị rằng: “Quý Văn đa trá, người khác không thêm nắm được yếu lĩnh của ông ta. Nay gởi thư của ông ta cáo với thủ, úy đang phòng bị.” Mọi người đều trách Vương làm lộ thư của Dật; Chu Vĩ nghe được, sai người thích sát Dật.